# مورزلی
مورزلی (به انگلیسی: Mursley) یک روستا و محله مدنی در بریتانیا است که در Aylesbury Vale واقع شده‌است. مورزلی ۶۱۱ نفر جمعیت دارد.